# Gußmannshöhle
Die Gußmannshöhle hat eine Länge von 91 Metern und liegt bei Lenningen im Ortsteil Gutenberg in Baden-Württemberg auf der Schwäbischen Alb. Die Vertikalerstreckung der Höhle liegt bei 16 Meter. Die typische Spaltenhöhle liegt 680 Meter über NN.
Entdeckt wurde die Höhle von Karl Gußmann im Jahr 1890. 1890/91 wurde sie ausgegraben. Die paläontologische Ausbeute war allerdings gering. Gefunden wurden einige Mammutbackenzähne und Zahnbruchstücke. Im Mai 1891 wurde die Gußmannshöhle der Öffentlichkeit als Schauhöhle übergeben. Bereits 1891 wurde eine erste elektrische Lichtbogen-Beleuchtung installiert, die aber auf Grund von Wartungsfehlern nach drei Monaten wieder entfernt wurde. Eine dauerhafte elektrische Beleuchtung hat die Höhle 1922 erhalten.
Die Höhle hat sehr schöne Tropfsteinbildungen. Sie besaß auch Kalzitrasen, der aber bei der Erschließung beseitigt werden musste. Der beseitigte Kalzitrasen wird mit anderen Schaustücken im Heimatmuseum in Kirchheim unter Teck ausgestellt. Die Tropfsteinhöhle besteht aus insgesamt vier Hallen und endet über einem Schacht.
In nur 200 Meter Entfernung liegt die Gutenberger Höhle, ebenfalls eine Schauhöhle.
Der Zugangsweg zur Höhle musste wegen eines Felssturzes gesperrt werden, nachdem es bei der Gußmannshöhle gefährlichen Steinschlag gegeben hatte. Nach erfolgreichen Absicherungsmaßnahmen ist die Höhle (2009) wieder für die Öffentlichkeit geöffnet.
Die Gußmannshöhle ist seit September 2016 als bedeutendes Geotop und Geopoint des UNESCO Geopark Schwäbische Alb ausgezeichnet. Sie ist außerdem ein Kulturdenkmal.

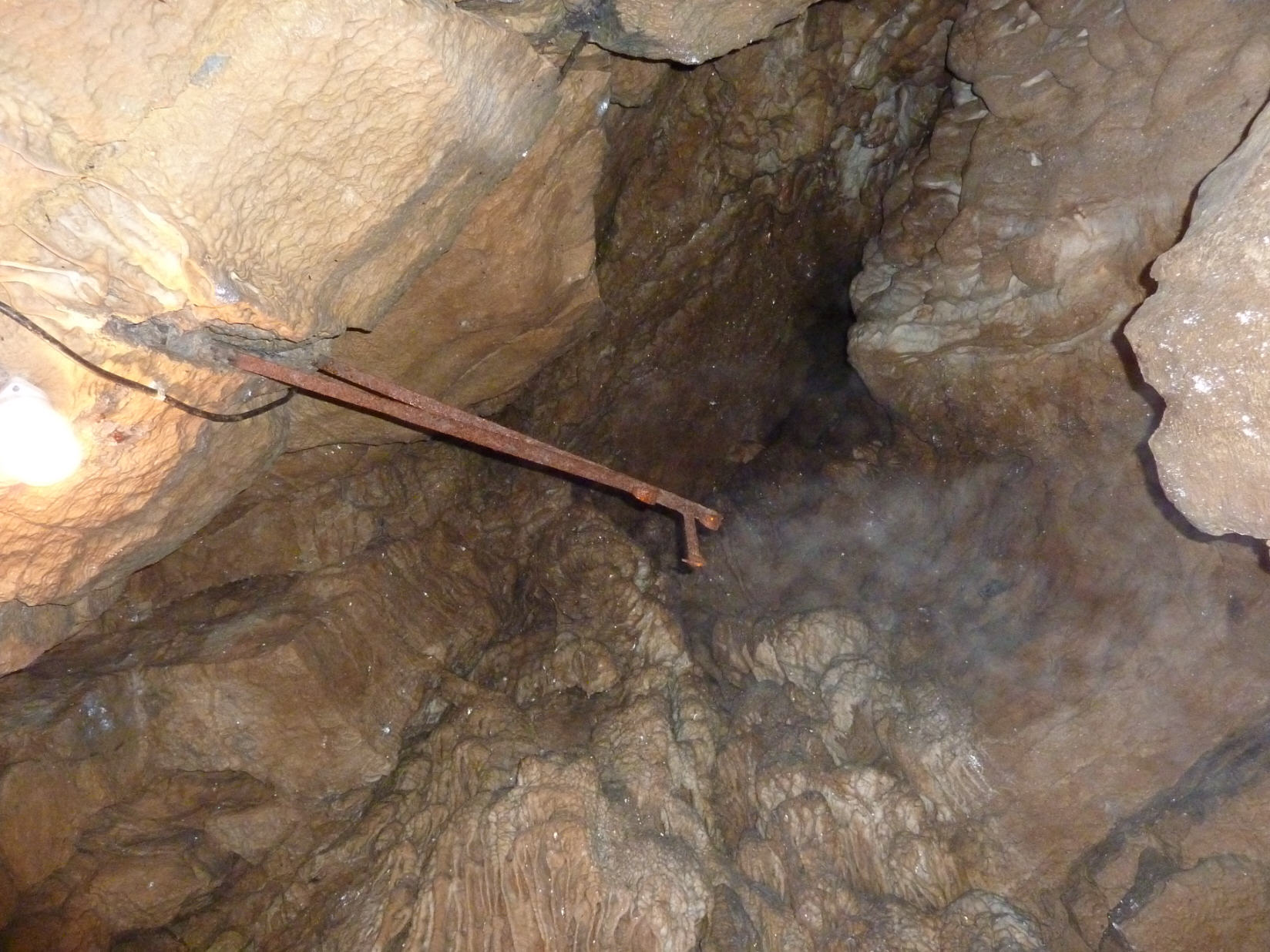
Bogenlampenhalterung
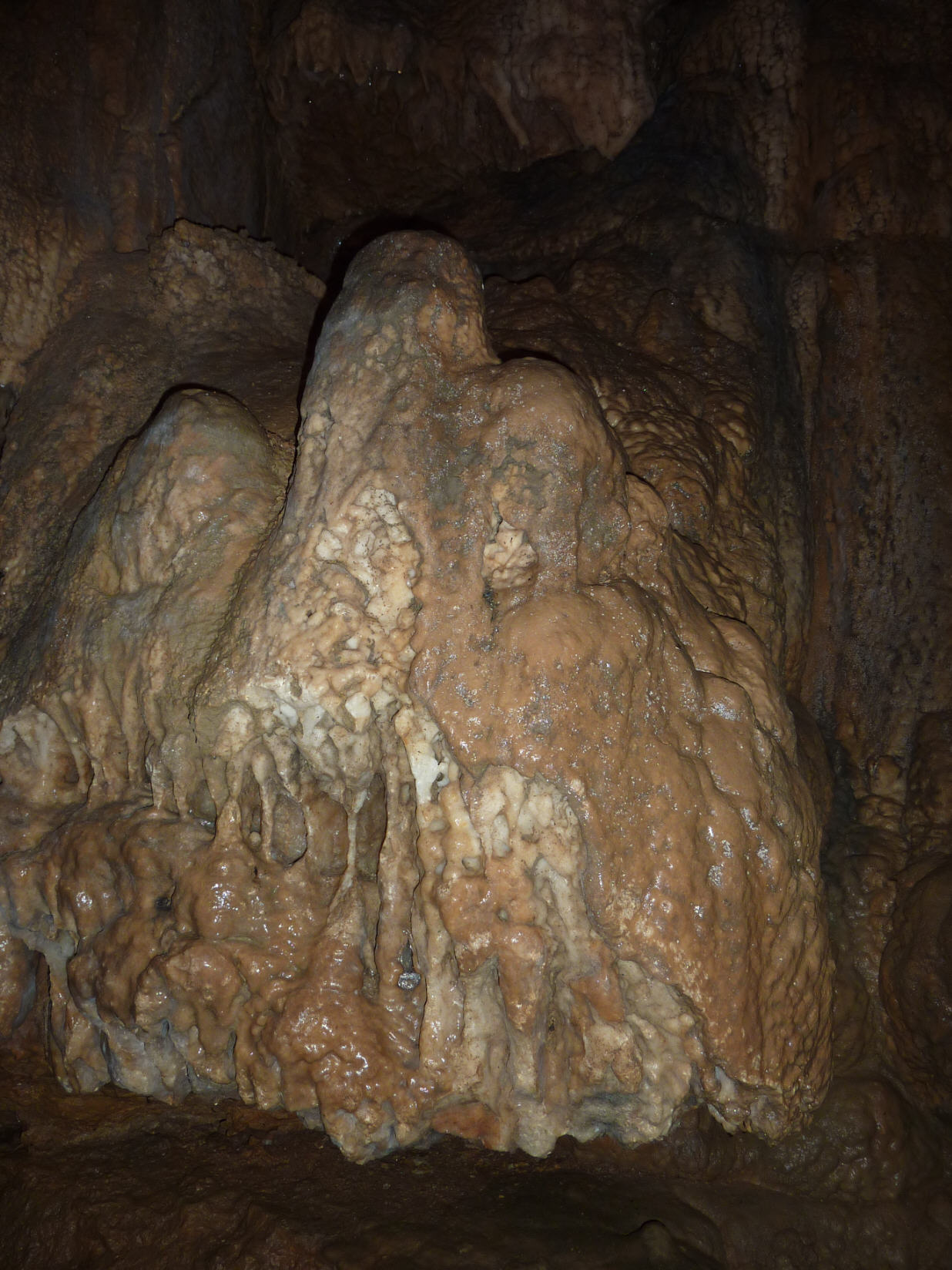
Tropfsteine
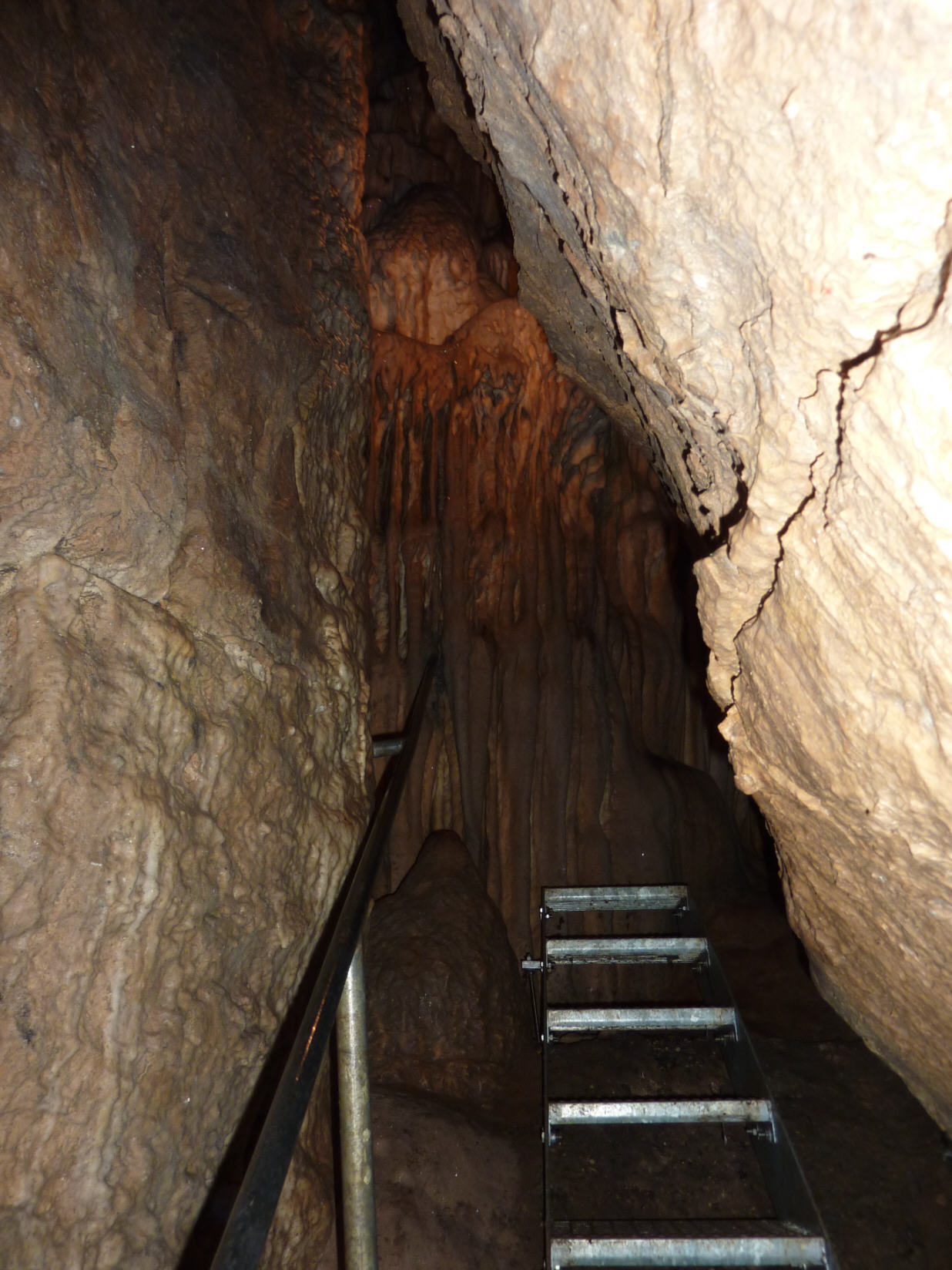
Gangende